# Герб Судака
Герб Судака — офіційний символ міста Судак Феодосійського району Автономної Республіки Крим.
Ескіз герба було розроблено у 1987 році художником Шевченком Віктором Івановичем.

## Опис герба
Герб є щитом, верхня частина якого виконана у вигляді 5 зубців кріпосної стіни, за розміром трохи ширше, ніж основна частина герба. Основний колір герба жовтий. По центру розташоване зображення сонця, поміщене у квадрат, правий бік якого забарвлений у блакитний колір, а лівий – у червоний. Верхня межа квадрата виконана у вигляді 11 зубців фортечної стіни.
Зображення сонця розділене вертикально на дві половини, на одній з яких розміщена чаша, що символізує курортне призначення міста на другій – на тлі виноградного листа зображено гроно винограду, що символізує сільськогосподарську спрямованість Судака та його виноробну промисловість. Загалом у зображенні листа і чаші вгадуються контури серця, яке символізує оздоровлення.
За допомогою 17 променів сонця, що пронизують усі зображення, об'єднані усі сфери діяльності міста Судака: курорт, оздоровлення, промисловість, сільське господарство. Внизу під сонцем розташовані контури фортечної гори та Генуезької фортеці. Все це спирається на зображення білого мартина, що символізує життєлюбство та довголіття.
Присутність у гербі зображення моря, гір говорить про місцезнаходження міста, контури Генуезької фортеці та зубці фортечної стіни розповідають про багату історію, давню архітектуру нашого міста.
У гербі відображено призначення міста – жити розвиваючись відповідно до природи.